# Portugal International 1972
Die Portugal International 1972 fanden vom 12. bis zum 15. Mai 1972 in Lissabon statt. Es war die 8. Auflage dieser internationalen Titelkämpfe von Portugal im Badminton.

## Austragungsorte
- Liceu Pedro Nunes
- Pavilhão dos Desportos

## Finalergebnisse
| Disziplin    | Sieger                     | Finalist                      | Ergebnis           |
| ------------ | -------------------------- | ----------------------------- | ------------------ |
| Herreneinzel | Philip Smith               | Eddy Sutton                   | 15-6, 15-11        |
| Dameneinzel  | Nora Gardner               | Barbara Giles                 | 11-3, 11-9         |
| Herrendoppel | Eddy Sutton William Kidd   | David Hutchinson Philip Smith | 15-11, 15-9        |
| Damendoppel  | Nora Gardner Barbara Giles | Peggy Brixhe Isabel Rocha     | 15-5, 15-1         |
| Mixed        | William Kidd Barbara Giles | Eddy Sutton Nora Gardner      | 15-4, 11-15, 15-10 |